# Colchicum filifolium
Colchicum filifolium är en tidlöseväxtart som först beskrevs av Jacques Cambessèdes, och fick sitt nu gällande namn av Stef. Colchicum filifolium ingår i släktet tidlösor, och familjen tidlöseväxter. Inga underarter finns listade i Catalogue of Life.